# Dante Gianello
Dante Antoine Gianello (Chiesa in Valmalenco, 26 marzo 1912 – Mougins, 14 novembre 1992) è stato un ciclista su strada, dirigente sportivo e giornalista italiano naturalizzato francese il 22 gennaio 1931.
Vinse una tappa al Tour de France 1938.

## Carriera
Migrato in Francia nel 1925 dopo vari spostamenti si stabilì a Nizza dove esercitava l'attività di muratore; nel 1931 ottenne la cittadinanza francese e nel 1935 passò professionista nelle file della Peugeot, correndo fino all'estate del 1945 quando, a causa di un grave incidente, venne costretto a mettere fine alla sua carriera.
Gianello stava partecipando al Grand Prix du Débarquement du Sud e mentre era in fuga con altri cinque compagni di avventura, nei pressi di Marsiglia, venne investito da una camionetta dell'esercito americano, le conseguenze dell'incidente furono molto gravi tanto da causargli l'amputazione della gamba sinistra.
Dotato di caratteristiche da scalatore colse una trentina di successi, di cui il più prestigioso fu la tredicesima tappa al Tour de France 1938 che concluse al decimo posto in classifica generale; nel 1935 fu secondo alla Vuelta al País Vasco dietro il campione italiano Gino Bartali e nel 1941, a Lione fu vicecampione di Francia della zona non occupata, preceduto solo da René Vietto.
Terminata la carriera divenne giornalista sportivo, e nel 1949 venne chiamato a dirigere la Selezione del Sud-Est al Tour de France.

## Palmares
- 1934 (ES Cannes, una vittoria)

Nice-Puget-Théniers-Nice
- 1935 (Peugeot, due vittorie)

Grand Prix Peugeot à Mulhouse
Classifica generale Nice-Toulon-Nice
- 1938 (Genial Lucifer/Urango-Wolber, quattro vittorie)

Le Mont Faron - Ligne
Classifica generale Circuit du Mont Ventoux
13ª tappa Tour de France (Cannes > Digne
1ª tappa Tour du Sud-Ouest
- 1939 (F.Pélissier-Mercier-Hutchinson, quattro vittorie)

Boucles des Sospel
Grand Prix de la Côte d'Azur
Tour du Vaucluse
6ª tappa Circuit du Provençal - Tour du Sud Est (Montélimar > Vals-les-Bains)
- 1940 (Mercier, due vittorie)

Grand Prix de la Côte d'Azur
Circuit du pays Grassois
- 1941 (Mercier, quattro vittorie)

Grand Prix de Nice
Vichy-Limoges
2ª tappa Circuit du Midi (Narbonne > Rodez)
Classifica generale Circuit du Midi
- 1942 (Helyette, sette vittorie)

Brive-la-Gaillarde
Boucles du Bas-Limousin
Grand Prix de l'Industria du cycle - Coupe Marcel Vergeat
Circuit du Mont Chauve (Corsa in salita)
1ª tappa Vichy-Limoges (Limoges > Vichy)
Classifica generale Vichy-Limoges (Limoges > Vichy)
3ª tappa Circuit du Mont Ventoux (Carpentras > Malaucène)
- 1943 (France-Sport, due vittorie)

Grand Prix des Alpes - Grenoble-Gap-Grenoble
Saint Etienne-Lyon
- 1945 (France-Sport, quattro vittorie)

Grand Prix de "La Marseillaise du Centre"
Circuit des Villes d'eaux d'Auvergne
2ª tappa Circuit du Midi
Classific agenerale Circuit du Midi

### Altri successi
- 1943 (France-Sport, una vittoria)

Classifica scalatori Grand Prix du Tour de France

## Piazzamenti

### Grandi Giri
- Tour de France

1935: 21º
1937: 10º
1938: 11º
1939: ritirato (alla 6ª tappa)
- Vuelta a España

1942: ritirato (alla ?ª tappa)